# Morena Camilleri
Morena Camilleri, nata Margherita Camilleri-Fenech (Sannat, 7 marzo 1984), è una cantautrice maltese, definita il Vulcano Mediterraneo. Il nome Morena deriva dalla sua carnagione scura.

## Biografia
Inizia la carriera nel 2006 nel "Malta Song for Europe", competizione nazionale maltese per l'accesso all'Eurovision Song Contest, classificandosi al 9º posto con 3.046 preferenze. Ritenta nel 2008 con due canzoni Casanova e Vodka. Passano entrambe la semifinale e mentre Casanova finisce quinta con 3.607 preferenze al televoto e 40 voti della giuria, Vodka vince la competizione con 49 voti di giuria e 16.979 voti del pubblico (33%). Con questa canzone partecipa dell'Eurovision Song Contest 2008 di Belgrado, dove arriva quattordicesima in una delle due semifinali.